# 切夫豪劳斯特
切夫豪劳斯特，是匈牙利佩斯州所辖的一个村。总面积49.22平方公里，总人口1957，人口密度39.8人/平方公里（2011年1月1日）。